# Puig d'en Toseire
El Puig d'en Toseire és una muntanya de 703,8 m alt del límit dels termes comunals d'Estoer i Clarà i Villerac, tots dos de la comarca del Conflent, a la Catalunya del Nord.
És a la zona nord-oest del terme d'Estoer i a l'est del de Clarà i Villerac. És al nord del Coll del Forn, en el punt de trobada del Serrat de Sant Joan (nord) i la Serra de Sant Joan (sud).